# Холе (место)
Холе (њем. Holle) општина је у њемачкој савезној држави Доња Саксонија. Једно је од 40 општинских средишта округа Хилдесхајм. Према процјени из 2010. у општини је живјело 7.396 становника. Посједује регионалну шифру (AGS) 3254022.

## Географски и демографски подаци
Холе се налази у савезној држави Доња Саксонија у округу Хилдесхајм. Општина се налази на надморској висини од 116 метара. Површина општине износи 61,2 km². У самом мјесту је, према процјени из 2010. године, живјело 7.396 становника. Просјечна густина становништва износи 121 становника/km².

## Међународна сарадња
| Мјесто                 | Држава  | Врста сарадње | Од    |
| ---------------------- | ------- | ------------- | ----- |
| Уљановск               | Русија  | контакт       | 2000. |
| Санта Круз де Тенерифе | Шпанија | контакт       | 2000. |
| Извор                  |         |               |       |